# لوکاس آکوستا
لوکاس آکوستا (انگلیسی: Lucas Acosta؛ زادهٔ ۲۱ ژوئن ۱۹۸۸در سانتا فه) بازیکن فوتبال اهل آرژانتین است که در پست هافبک بازی می‌کند. وی در حال حاضر در باشگاه خیمناسیا خوخوی بازی می‌کند.